# Dolor
El dolor o la dolor és una sensació interna percebuda per un organisme quan el sistema nerviós detecta un estímul nociceptiu, generalment perillós per a la integritat i el bon funcionament del cos. El dolor fa experimentar als éssers vius una sensació desagradable, a vegades insuportable, que pot provocar un moviment reflex de retrocés o un canvi de la posició del cos. Amb aquest terme, també poden designar-se els patiments de caràcter sentimental, com ara el dol.
L'Associació Internacional per l'Estudi del Dolor defineix el dolor com «una experiència sensorial i emocional desagradable associada a una lesió tissular real o potencial, o descrita en els termes que evoquen aquesta lesió.» També afegeix certes consideracions a la definició: és el pacient mateix qui determina la presència de dolor, no el personal sanitari; el dolor és un fenomen subjectiu; i l'expressió de dolor és modulada per l'aprenentatge dins de l'entorn en què creix el pacient.
El dolor és el motiu més comú de consulta mèdica a la majoria dels països desenvolupats. És un símptoma important en moltes afeccions mèdiques i pot interferir directament sobre la qualitat de vida i el funcionament general d'una persona. Els analgèsics senzills són útils entre un 20% i un 70% dels casos. Els factors psicològics com ara el suport social, la teràpia cognitivo-conductual, l'excitació o la distracció poden afectar la intensitat o la incomoditat del dolor.
En alguns debats sobre el suïcidi assistit o l'eutanàsia, el dolor s'ha utilitzat com a argument per permetre que les persones amb malalties terminals acabin amb les seves vides.

## Fisiopatologia
La fisiopatologia del dolor té quatre components: la nocirecepció, la percepció conscient, el patiment i el comportament del dolor.

### Nocirecepció
El sistema nociceptiu és l'encarregat de detectar i de processar correctament la sensació de dolor. La detecció de dolor es produeix mitjançant mecanismes perifèrics i mecanismes centrals.

#### Tipus de nocireceptors
Els nociceptors formen part dels mecanismes perifèrics de detecció de dolor. Aquests són terminacions nervioses i en podem distingir dues: Aδ i C
- Fibres A delta: Aquestes se subdivideixen en diferents tipus, beta, gamma i delta. D'aquests subtipus les fibres A delta són les que condueixen els impulsos nociceptius. Són fibres de diàmetre petit i mielinitzades que condueixen impulsos nerviosos relativament ràpids que poden agafar velocitats d'entre 5 a 50 metres per segon. Condueixen l'anomenada "primera dolor". Aquestes fibres es poden activar per estimulació química, tèrmica o mecànica.[9][10]
- Fibres C: Aquest tipus de fibres es caracteritzen per una conducció lenta, a diferència de les fibres A, i condueixen la "segona dolor". Són estructures no mielinitzades o amielíniques. Aproximadament, hi ha 200 fibres tipus C per centímetre quadrat per pell. Aquestes es poden subdividir en : Peptidèrgiques o sensibles a la capasaicina i No peptidèrgiques.[9][10]

Les fibres Aδ estan associades a dolor agut, la intensitat del qual va decreixent, és a dir, que s'experimenta una lenta adaptació sensorial. En canvi, les fibres C estan associades a dolor crònic. Contràriament a la primera, aquesta dolor incrementa en intensitat (sumació temporal lenta).

### Percepció del dolor

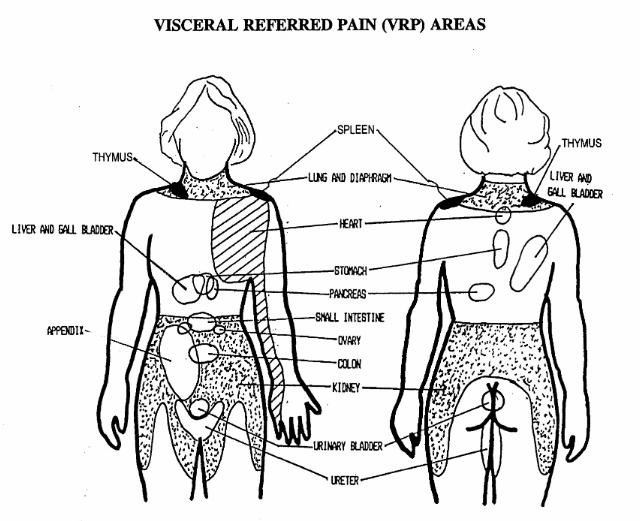
Dolor referit

La percepció de dolor és molt àmplia. Hi ha molts tipus de dolor, que depenen de factors externs. Els tipus de dolor estan marcats per la varietat de nociceptors. Cada persona té una percepció de dolor diferent.

#### Patiment
El patiment és una reacció negativa del nostre organisme. L'etiologia és multifactorial, és provocat per sentiments de por, d'ansietat, d'inseguretat, de depressió, etc.

#### Comportament del dolor
El comportament del dolor és el resultat final de tot el procés. Resultat de la combinació de dolor i de patiment. Aquest pot ser diferent entre individus.

## Classificació

### Segons cronologia
Dolor agutEl dolor de curta durada però extrema, que sorgeix ràpidament però que només dura per un curt període. És un avís del cos d'una lesió present en un teixit o bé per una malaltia. Normalment es troba centralitzat en una àrea abans d'escampar-se. És un tipus de dolor que habitualment respon bé amb les medicacions. S'hi poden relacionar alteracions psicològiques lleus com l'ansietat.
Dolor crònicEra definit com aquell que durava 6 mesos o més. Ara es defineix com aquell que persisteix més temps que el curs de temps associat amb un tipus particular de lesió. Aquest dolor constant o intermitent, fuig del seu propòsit, en tant que no ajuda el cos a evitar o guarir el mal que hi està associat. Sovint és molt més difícil de tractar que el dolor agut. S'ha suggerit que no tractar el dolor agut pertinentment pot menar a l'aparició de dolor crònic. Associada a símptomes psicològic greus com depressió

### Segons localització
Dolor visceralAquest es produeix en òrgans interns, en estructures viscerals de l'aparell respiratori, de l'aparell digestiu, de l'aparell circulatori, etc. És una dolor contínu, sord i profund que sovint pot irradiar a altres zones.
Dolor somàticÉs produït per una activació dels nociceptors de la pell, dels ossos i de les parts toves. És agut, ben localitzat i constant. Per exemple, dolor d'artritis o dolors musculars. Generalment, es tracta amb antiinflamatoris no esteroidals (AINE).

### Segons patogènia
Dolor neuropàticL'any 2007 la IASP va donar una nova definició de dolor neuropàtica, com “el dolor que s'origina a conseqüència directe d'una lesió o d'una malaltia que afecta el sistema somatosensorial, produït per un estímul directe al sistema nerviós". Es tracta amb antiepilèptics i amb corticoides.
Dolor nociceptiuS'origina per estimulació anòmala dels nociceptors somàtics o viscerals.
Dolor psicogènicDolor en què intervenen factors com la por, l'ansietat, el desconeixement del procés de malaltia, etc.

### Segons la causa
- Dolor oncològic, l'ocasionat o relacionat amb el càncer.

## Factors moduladors del dolor
Hi ha diversos factors psicològics i físics que modifiquen la percepció sensorial del dolor, entre els quals destaquen:
- Sexe i edat.
- Nivell cognitiu.
- Personalitat: Estat d'ànim, expectatives de la persona, que produeixen control d'impulsos, ansietat, por, enuig, frustració.
- Moment o situació de la vida en què es produeix el dolor.
- Relació amb altres persones, com familiars, amics i companys de treball.
- Dolors prèvies i aprenentatge d'experiències prèvies.
- Nivell intel·lectual, cultura i educació.
- Ambient: certs llocs (exemple: llocs sorollosos, o amb il·luminació intensa) tendeixen a exacerbar algunes dolors (exemple: cefalees).

## Avaluació de el dolor
No existeixen mètodes objectius i uniformes per avaluar el grau de dolor d'un individu. A l'hora de valorar-lo, cal realitzar un examen físic, psicològic i una història clínica per obtenir la informació més gran possible, que inclogui aspectes com localització, tipus, intensitat, patró, factors predisposants, factors calmants, símptomes associats, etc.
Hi ha tota una sèrie d'escales, adaptades a diferents tipus de pacients, que permeten obtenir una dada objectiva del nivell de dolor que té l'individu.

### Ordinal de Keele
És una escala de valoració verbal. Consisteix a valorar la intensitat del dolor preguntant directament a l'individu. Els valors que es poden obtenir són:
- No dolor: 0
- Dolor lleu: 1
- Dolor moderada: 2
- Dolor intensa: 3
- Dolor insuportable: 4[16]

### Escala visual analògica (EVA)
Aquesta escala és una de les més utilitzades de forma habitual als centres d'hospitalització. Consisteix en ena línia horitzontal de 10 cm. En els seus extrems té els conceptes no dolor amb puntuació 0 i a l'altra dolor màxima i insuportable 10. El pacient ha de valorar el grau de dolor que té amb una puntuació de 0 a 10.
- Dolor inferior a 4: dolor lleu o moderada
- Dolor entre 4 i 6: dolor moderada-greu
- Dolor superior a 6: dolor molt intensa[17]

### Escala facial de Wang
Aquesta escala és molt utilitzada en els pacients pediàtrics. El dolor es mesura a partir dels gestos i expressions facials de l'individu.